# Indantadol
Indantadol (CHF-3381, V-3381) je lek koje je izučavan za moguću primenu kao antikonvulsant i neuroprotectiv, i koji se razvija kao potencijalni tretman neuropatičkog bola i hroničnog kašlja u Evropi. On takođe deluje kao kompetitivni, reverzibilni, i neselektivni inhibitor monoaminske oksidaze, i kao nekompetitivni antagonist NMDA receptora niskog afiniteta.